# Nationaal park Pico Basilé
Het Nationaal park Pico Basilé (Spaans: Parque nacional del Pico Basilé) is een nationaal park op het eiland Bioko van Equatoriaal-Guinea. Het eiland ligt in de Golf van Guinee, in de Atlantische Oceaan. Het park is vernoemd naar de Pico Basilé, de hoogste berg van Equatoriaal-Guinea met 3011 m. Het park ligt in de provincie Bioko Norte.

## Geschiedenis
In 2007 verbood de regering van Equatoriaal-Guinea de jacht op diverse diersoorten. Internationale organisaties hebben hun bezorgdheid geuit over de niet-naleving van het decreet. De regering onderneemt actie om duurzame jacht in het park te bevorderen, wat de ontwikkeling van de lokale plattelandsgemeenschap zou stimuleren.

## Geografie en omgeving
Het park heeft een oppervlakte van 300 km² en werd in 2000 formeel opgericht. Het staat bekend om zijn diversiteit aan landschappen en vegetatie en vooral om zijn primaten, die bedreigd worden door stroperij. 

## Fauna
Het nationale park bevat populaties van Allochrocebus preussi, roodneusmeerkat, zwarte franjeaap, West-Afrikaanse rode franjeaap, dril en Ogilbys duiker. Daarnaast zijn er een vissensoort en drie reptielensoorten endemisch voor het eiland.

### Important Bird Area
In het park zijn 70 vogelsoorten waargenomen en het park is aangewezen als Important Bird Area door BirdLife International vanwege het belang voor significante populaties van biokobrilvogel, biokohoningzuiger, blauwkophoningzuiger, groene prinia, Herberts boszanger, kameroenkamzwaluw, kameroenloofbuulbuul, kameroenolijfduif, meesastrild, westelijke grijskeelbuulbuul en witstaartzanger.